# Kroatisch handbalteam (vrouwen)
Het Kroatisch handbalteam is het nationale vrouwenteam dat Kroatië vertegenwoordigt tijdens internationale handbalwedstrijden. Het team valt onder de verantwoordelijkheid van de Kroatische Handbalfederatie.

## Resultaten

### Olympische Spelen
| Olympische Spelen | Olympische Spelen                       | Olympische Spelen                       | Olympische Spelen                       | Olympische Spelen                       | Olympische Spelen                       | Olympische Spelen                       | Olympische Spelen                       | Olympische Spelen                       |
| Jaar (teams)      | Resultaat                               | Wed                                     | W                                       | G                                       | V                                       | DV                                      | DT                                      | DS                                      |
| ----------------- | --------------------------------------- | --------------------------------------- | --------------------------------------- | --------------------------------------- | --------------------------------------- | --------------------------------------- | --------------------------------------- | --------------------------------------- |
| 1976 (6)          | Kroatië maakte deel uit van Joegoslavië | Kroatië maakte deel uit van Joegoslavië | Kroatië maakte deel uit van Joegoslavië | Kroatië maakte deel uit van Joegoslavië | Kroatië maakte deel uit van Joegoslavië | Kroatië maakte deel uit van Joegoslavië | Kroatië maakte deel uit van Joegoslavië | Kroatië maakte deel uit van Joegoslavië |
| 1980 (6)          | Kroatië maakte deel uit van Joegoslavië | Kroatië maakte deel uit van Joegoslavië | Kroatië maakte deel uit van Joegoslavië | Kroatië maakte deel uit van Joegoslavië | Kroatië maakte deel uit van Joegoslavië | Kroatië maakte deel uit van Joegoslavië | Kroatië maakte deel uit van Joegoslavië | Kroatië maakte deel uit van Joegoslavië |
| 1984 (6)          | Kroatië maakte deel uit van Joegoslavië | Kroatië maakte deel uit van Joegoslavië | Kroatië maakte deel uit van Joegoslavië | Kroatië maakte deel uit van Joegoslavië | Kroatië maakte deel uit van Joegoslavië | Kroatië maakte deel uit van Joegoslavië | Kroatië maakte deel uit van Joegoslavië | Kroatië maakte deel uit van Joegoslavië |
| 1988 (8)          | Kroatië maakte deel uit van Joegoslavië | Kroatië maakte deel uit van Joegoslavië | Kroatië maakte deel uit van Joegoslavië | Kroatië maakte deel uit van Joegoslavië | Kroatië maakte deel uit van Joegoslavië | Kroatië maakte deel uit van Joegoslavië | Kroatië maakte deel uit van Joegoslavië | Kroatië maakte deel uit van Joegoslavië |
| 1992 (8)          | Kon niet deelnemen aan kwalificatie     | Kon niet deelnemen aan kwalificatie     | Kon niet deelnemen aan kwalificatie     | Kon niet deelnemen aan kwalificatie     | Kon niet deelnemen aan kwalificatie     | Kon niet deelnemen aan kwalificatie     | Kon niet deelnemen aan kwalificatie     | Kon niet deelnemen aan kwalificatie     |
| 1996 (8)          | Niet gekwalificeerd                     | Niet gekwalificeerd                     | Niet gekwalificeerd                     | Niet gekwalificeerd                     | Niet gekwalificeerd                     | Niet gekwalificeerd                     | Niet gekwalificeerd                     | Niet gekwalificeerd                     |
| 2000 (10)         | Niet gekwalificeerd                     | Niet gekwalificeerd                     | Niet gekwalificeerd                     | Niet gekwalificeerd                     | Niet gekwalificeerd                     | Niet gekwalificeerd                     | Niet gekwalificeerd                     | Niet gekwalificeerd                     |
| 2004 (10)         | Niet gekwalificeerd                     | Niet gekwalificeerd                     | Niet gekwalificeerd                     | Niet gekwalificeerd                     | Niet gekwalificeerd                     | Niet gekwalificeerd                     | Niet gekwalificeerd                     | Niet gekwalificeerd                     |
| 2008 (12)         | Niet gekwalificeerd                     | Niet gekwalificeerd                     | Niet gekwalificeerd                     | Niet gekwalificeerd                     | Niet gekwalificeerd                     | Niet gekwalificeerd                     | Niet gekwalificeerd                     | Niet gekwalificeerd                     |
| 2012 (12)         | 7e                                      | 6                                       | 4                                       | 0                                       | 2                                       | 167                                     | 140                                     | −27                                     |
| 2016 (12)         | Niet gekwalificeerd                     | Niet gekwalificeerd                     | Niet gekwalificeerd                     | Niet gekwalificeerd                     | Niet gekwalificeerd                     | Niet gekwalificeerd                     | Niet gekwalificeerd                     | Niet gekwalificeerd                     |
| 2020 (12)         | Niet gekwalificeerd                     | Niet gekwalificeerd                     | Niet gekwalificeerd                     | Niet gekwalificeerd                     | Niet gekwalificeerd                     | Niet gekwalificeerd                     | Niet gekwalificeerd                     | Niet gekwalificeerd                     |
| Totaal            | 1/7                                     | 6                                       | 4                                       | 0                                       | 2                                       | 167                                     | 140                                     | +1                                      |

 Kampioenen   Runners-up   Derde plaats   Vierde plaats

### Wereldkampioenschap
| Wereldkampioenschap | Wereldkampioenschap                     | Wereldkampioenschap                     | Wereldkampioenschap                     | Wereldkampioenschap                     | Wereldkampioenschap                     | Wereldkampioenschap                     | Wereldkampioenschap                     | Wereldkampioenschap                     |
| Jaar                | Resultaat                               | Wed                                     | W                                       | G                                       | V                                       | DV                                      | DT                                      | DS                                      |
| ------------------- | --------------------------------------- | --------------------------------------- | --------------------------------------- | --------------------------------------- | --------------------------------------- | --------------------------------------- | --------------------------------------- | --------------------------------------- |
| 1957 - 1990         | Kroatië maakte deel uit van Joegoslavië | Kroatië maakte deel uit van Joegoslavië | Kroatië maakte deel uit van Joegoslavië | Kroatië maakte deel uit van Joegoslavië | Kroatië maakte deel uit van Joegoslavië | Kroatië maakte deel uit van Joegoslavië | Kroatië maakte deel uit van Joegoslavië | Kroatië maakte deel uit van Joegoslavië |
| 1993                | Kon niet deelnemen aan kwalificatie     | Kon niet deelnemen aan kwalificatie     | Kon niet deelnemen aan kwalificatie     | Kon niet deelnemen aan kwalificatie     | Kon niet deelnemen aan kwalificatie     | Kon niet deelnemen aan kwalificatie     | Kon niet deelnemen aan kwalificatie     | Kon niet deelnemen aan kwalificatie     |
| 1995                | 10e                                     | 8                                       | 5                                       | 0                                       | 3                                       | 188                                     | 175                                     | +13                                     |
| 1997                | 6e                                      | 9                                       | 7                                       | 0                                       | 2                                       | 249                                     | 189                                     | +60                                     |
| 1999                | Niet gekwalificeerd                     | Niet gekwalificeerd                     | Niet gekwalificeerd                     | Niet gekwalificeerd                     | Niet gekwalificeerd                     | Niet gekwalificeerd                     | Niet gekwalificeerd                     | Niet gekwalificeerd                     |
| 2001                | Niet gekwalificeerd                     | Niet gekwalificeerd                     | Niet gekwalificeerd                     | Niet gekwalificeerd                     | Niet gekwalificeerd                     | Niet gekwalificeerd                     | Niet gekwalificeerd                     | Niet gekwalificeerd                     |
| 2003                | 14e                                     | 5                                       | 2                                       | 0                                       | 3                                       | 142                                     | 122                                     | +20                                     |
| 2005                | 11e                                     | 8                                       | 3                                       | 0                                       | 5                                       | 250                                     | 228                                     | +22                                     |
| 2007                | 9e                                      | 8                                       | 3                                       | 1                                       | 4                                       | 237                                     | 224                                     | +13                                     |
| 2009                | Niet gekwalificeerd                     | Niet gekwalificeerd                     | Niet gekwalificeerd                     | Niet gekwalificeerd                     | Niet gekwalificeerd                     | Niet gekwalificeerd                     | Niet gekwalificeerd                     | Niet gekwalificeerd                     |
| 2011                | 7e                                      | 9                                       | 6                                       | 0                                       | 3                                       | 266                                     | 220                                     | +17                                     |
| 2013                | Niet gekwalificeerd                     | Niet gekwalificeerd                     | Niet gekwalificeerd                     | Niet gekwalificeerd                     | Niet gekwalificeerd                     | Niet gekwalificeerd                     | Niet gekwalificeerd                     | Niet gekwalificeerd                     |
| 2015                | Niet gekwalificeerd                     | Niet gekwalificeerd                     | Niet gekwalificeerd                     | Niet gekwalificeerd                     | Niet gekwalificeerd                     | Niet gekwalificeerd                     | Niet gekwalificeerd                     | Niet gekwalificeerd                     |
| 2017                | Niet gekwalificeerd                     | Niet gekwalificeerd                     | Niet gekwalificeerd                     | Niet gekwalificeerd                     | Niet gekwalificeerd                     | Niet gekwalificeerd                     | Niet gekwalificeerd                     | Niet gekwalificeerd                     |
| 2019                | Niet gekwalificeerd                     | Niet gekwalificeerd                     | Niet gekwalificeerd                     | Niet gekwalificeerd                     | Niet gekwalificeerd                     | Niet gekwalificeerd                     | Niet gekwalificeerd                     | Niet gekwalificeerd                     |
| 2021                | 18e                                     | 6                                       | 2                                       | 0                                       | 4                                       | 163                                     | 156                                     | +7                                      |
| Totaal              | 7/14                                    | 53                                      | 28                                      | 1                                       | 24                                      | 1.495                                   | 1.214                                   | +181                                    |

 Kampioenen   Runners-up   Derde plaats   Vierde plaats

### Europees kampioenschap
| Europees kampioenschap | Europees kampioenschap | Europees kampioenschap | Europees kampioenschap | Europees kampioenschap | Europees kampioenschap | Europees kampioenschap | Europees kampioenschap | Europees kampioenschap | Europees kampioenschap |
| Jaar (teams)           | Resultaat              | Wed                    | W                      | G                      | V                      | DV                     | DT                     | DS                     | Kwal                   |
| ---------------------- | ---------------------- | ---------------------- | ---------------------- | ---------------------- | ---------------------- | ---------------------- | ---------------------- | ---------------------- | ---------------------- |
| 1994 (12)              | 5e                     | 6                      | 4                      | 0                      | 2                      | 115                    | 118                    | −3                     | (Kwal.)                |
| 1996 (12)              | 6e                     | 6                      | 3                      | 0                      | 3                      | 138                    | 143                    | −5                     | (Kwal.)                |
| 1998 (12)              | Niet gekwalificeerd    | Niet gekwalificeerd    | Niet gekwalificeerd    | Niet gekwalificeerd    | Niet gekwalificeerd    | Niet gekwalificeerd    | Niet gekwalificeerd    | Niet gekwalificeerd    | Niet gekwalificeerd    |
| 2000 (12)              | Niet gekwalificeerd    | Niet gekwalificeerd    | Niet gekwalificeerd    | Niet gekwalificeerd    | Niet gekwalificeerd    | Niet gekwalificeerd    | Niet gekwalificeerd    | Niet gekwalificeerd    | Niet gekwalificeerd    |
| 2002 (16)              | Niet gekwalificeerd    | Niet gekwalificeerd    | Niet gekwalificeerd    | Niet gekwalificeerd    | Niet gekwalificeerd    | Niet gekwalificeerd    | Niet gekwalificeerd    | Niet gekwalificeerd    | Niet gekwalificeerd    |
| 2004 (16)              | 13e                    | 3                      | 1                      | 0                      | 2                      | 82                     | 89                     | −7                     | (Kwal.)                |
| 2006 (16)              | 7e                     | 6                      | 3                      | 0                      | 3                      | 141                    | 143                    | −2                     | (Kwal.)                |
| 2008 (16)              | 6e                     | 7                      | 3                      | 0                      | 4                      | 208                    | 201                    | +7                     | (Kwal.)                |
| 2010 (16)              | 9e                     | 6                      | 3                      | 0                      | 3                      | 152                    | 167                    | −15                    | (Kwal.)                |
| 2012 (16)              | 13e                    | 3                      | 1                      | 0                      | 2                      | 65                     | 69                     | −4                     | (Kwal.)                |
| 2014 (16)              | 13e                    | 3                      | 1                      | 0                      | 2                      | 83                     | 83                     | 0                      | (Gastland)             |
| 2016 (16)              | 16e                    | 3                      | 0                      | 0                      | 3                      | 68                     | 97                     | −29                    | (Kwal.)                |
| 2018 (16)              | 16e                    | 3                      | 0                      | 0                      | 3                      | 59                     | 83                     | −24                    | (Kwal.)                |
| 2020 (16)              | 3e                     | 8                      | 6                      | 0                      | 2                      | 193                    | 196                    | −3                     | (Kwal.)                |
| 2022 (16)              | 10de                   | 6                      | 1                      | 1                      | 4                      | 132                    | 159                    | -27                    | (Kwal.)                |
| Totaal                 | 12/15                  | 60                     | 26                     | 1                      | 33                     | 1.436                  | 1.548                  | −112                   |                        |

 Kampioenen   Runners-up   Derde plaats   Vierde plaats

### Middellandse Zeespelen
De Middellandse Zeespelen is een sportevenement voor landen die een kust hebben aan de Middellandse Zee, en voor enkele andere landen die in de buurt van de zee liggen.
| Middellandse Zeespelen | Middellandse Zeespelen | Middellandse Zeespelen | Middellandse Zeespelen | Middellandse Zeespelen | Middellandse Zeespelen | Middellandse Zeespelen | Middellandse Zeespelen | Middellandse Zeespelen |
| Jaar                   | Resultaat              | Wed                    | W                      | G                      | V                      | DV                     | DT                     | DS                     |
| ---------------------- | ---------------------- | ---------------------- | ---------------------- | ---------------------- | ---------------------- | ---------------------- | ---------------------- | ---------------------- |
| 1979 - 1991            | Geen deelname          | Geen deelname          | Geen deelname          | Geen deelname          | Geen deelname          | Geen deelname          | Geen deelname          | Geen deelname          |
| 1993                   | 1e                     |                        |                        |                        |                        |                        |                        |                        |
| 1997                   | 2e                     |                        |                        |                        |                        |                        |                        |                        |
| 2001                   | Geen deelname          | Geen deelname          | Geen deelname          | Geen deelname          | Geen deelname          | Geen deelname          | Geen deelname          | Geen deelname          |
| 2005                   | 3e                     |                        |                        |                        |                        |                        |                        |                        |
| 2009                   | 6e                     |                        |                        |                        |                        |                        |                        |                        |
| 2013                   | 3e                     |                        |                        |                        |                        |                        |                        |                        |
| 2018                   | Geen deelname          | Geen deelname          | Geen deelname          | Geen deelname          | Geen deelname          | Geen deelname          | Geen deelname          | Geen deelname          |
| Totaal                 | 5/7                    |                        |                        |                        |                        |                        |                        |                        |

 Kampioenen   Runners-up   Derde plaats   Vierde plaats

## Team

### Belangrijke speelsters
All-Star Team
- Ana Debelic (cirkelloper), Europees kampioenschap 2020